# Пароперегрівник

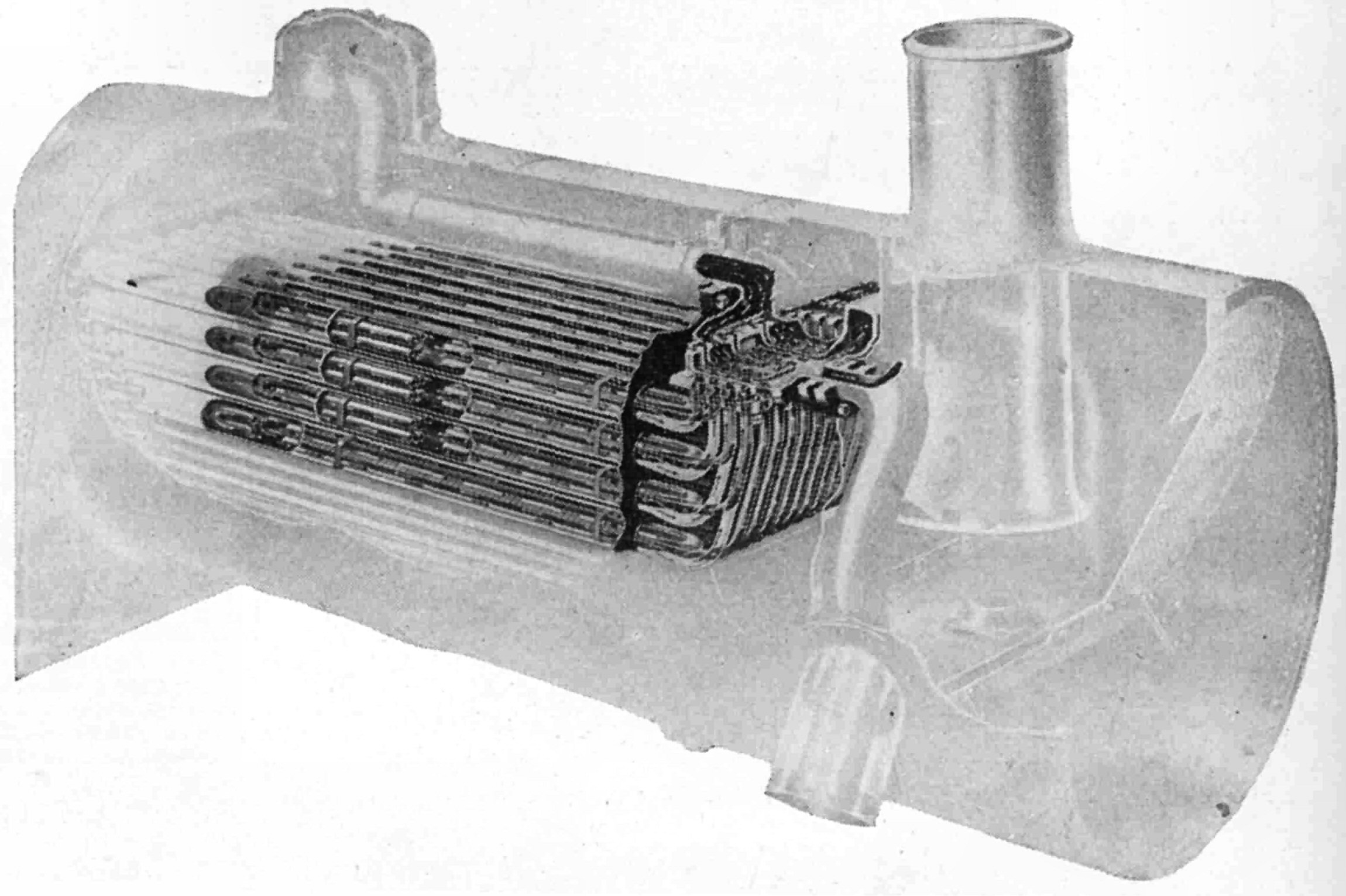
Загальна схема пароперегрівника паровоза

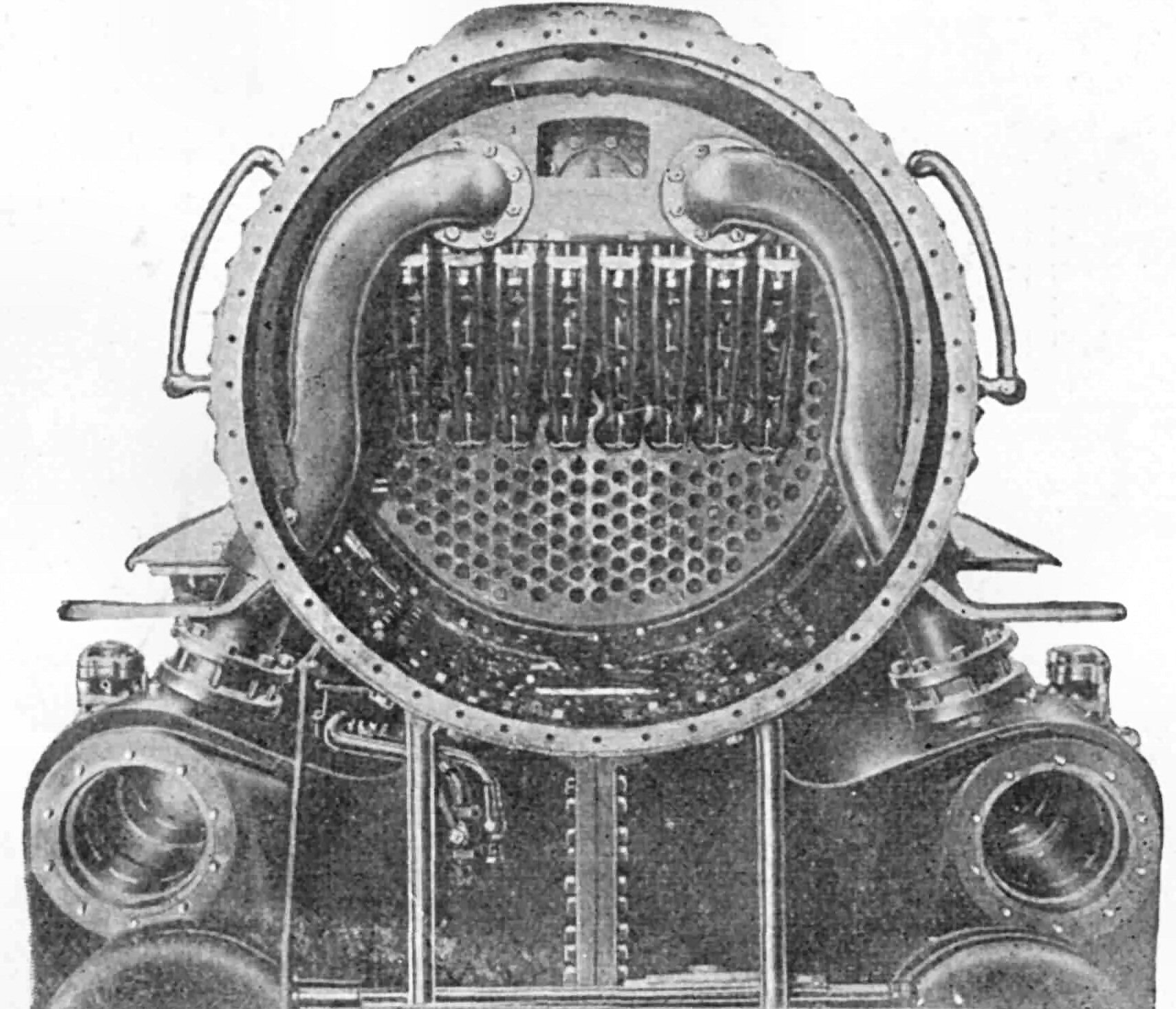
Пароперегрівник, вид з боку димоходу

Пароперегрівни́к — пристрій, в якому насичена водяна пара перетворюється на перегріту; частина парогенератора. Пароперегрівник являє собою сукупність сталевих змійовиків з труб, всередині яких рухається пара; зовні вони омиваються гарячими (температура 700…900°С) димовими газами.
Пароперегрівник уперше було використано в паровій машині для повторного підігрівання пари, що надходить з парового котла, чим підвищує її теплову ене́ргію і зменшує ймовірність конденсації всередині парової машини.
Пароперегрівник підвищує ефективність роботи парової машини і набув широкого поширення. Пару після проходження через пароперегрівник називають перегрітою парою, а до цього насиченою парою.
Пароперегрівники широко використовувались у паровозах з початку XX століття, у більшості засобів пересування з паровим приводом та у стаціонарних парових машинах. Це обладнання досі є невід'ємною частиною теплових електростанцій у світі.

## Опис
Пароперегрівник може бути розміром від кілька метрів до кілька сотень метрів. Складається з укріплених паралельних сталевих труб з внутрішнім діаметром 20—60 мм, приєднаних безпосередньо до барабана котла до вхідного, вихідного, а інколи до проміжного колектора (камери). По напряму руху пари відносно димових газів розрізняють пароперегрівник з паралельним потоком пари, протитечії і змішаним потоком. Залежно від місця розташування пароперегрівника в котлі, а, отже від типу теплообміну, розрізняють:
- радіаційні;
- ширмові (напіврадіаційні);
- конвективні.

## Пароперегрівники в опалювальних котлах
Отримання перегрітої пари з сухої насиченої здійснюється в пароперегрівнику парового котла. Пароперегрівник — один з найвідповідальніших елементів опалювального котла, тому що з усіх поверхонь нагріву він експлуатується в найважчих температурних умовах. Змійовики пароперегрівника і колектори виконані з вуглецевої сталі можуть працювати при температурах перегрівання до 425 °C. Для отримання пари з температурою перегрівання більше 500 °С в опалювальних котлах застосовують комбіновані пароперегрівники, тобто такі, в яких теплообмін в одній частині поверхні відбувається за рахунок випромінювання, а в іншій — шляхом конвекції.

## Переваги та недоліки
Основні переваги використання пароперегрівника полягають в економії палива і води, але платою є збільшення витрат на обслуговування. У більшості випадків переваги переважують витрати і пароперегрівники широко використовувалися.